# 13425 Вейнбраун
13425 Вейнбраун (13425 Waynebrown) — астероїд головного поясу, відкритий 15 листопада 1999 року.
Тіссеранів параметр щодо Юпітера — 3,219.